# Штефан-Воде (Бакеу)
Штефан-Воде (рум. Ștefan Vodă) — село у повіті Бакеу в Румунії. Входить до складу комуни Дофтяна.
Село розташоване на відстані 211 км на північ від Бухареста, 42 км на південний захід від Бакеу, 124 км на південний захід від Ясс, 101 км на північний схід від Брашова.

## Населення
Станом на 1 грудня 2021 року населення складало 866 осіб. Чоловіків — 454 особи, жінок — 412 осіб. За даними перепису населення 2002 року у селі проживали 1192 особи, усі — румуни. Усі жителі села рідною мовою назвали румунську.